# قارچ فندقی هوا
قارچ فندقی هوا نوعی قارچ (Geastrum corollinum) از سرده قارچ فندقی|قارچ‌های فندقی است که قابل خوردن نیست.